# Uroneuralia
Uroneuralia sind kleine, paarige Stäbchen im Schwanzflossenskelett der Teleostei (Knochenfische i. e. S.). Sie entstanden aus abgetrennten Neuralbögen der Wirbelkörper und besitzen Knorpelvorläufer bei urtümlichen Teleostei. Es gibt aber auch ganz ähnliche Deckknochen (aus abgesunkenen, verschmolzenen Schuppen entstanden), die Urodermalia. In der Praxis (z. B. der Systematik) wird aber oft nicht zwischen beiden unterschieden.